# Martha Holliday
 (août 2023).
La mise en forme du texte ne suit pas les recommandations de Wikipédia : il faut le « wikifier ».
Les points d'amélioration suivants sont les cas les plus fréquents. Le détail des points à revoir est peut-être précisé sur la page de discussion.
- Les titres sont pré-formatés par le logiciel. Ils ne sont ni en capitales, ni en gras.
- Le texte ne doit pas être écrit en capitales (les noms de famille non plus), ni en gras, ni en italique, ni en « petit »…
- Le gras n'est utilisé que pour surligner le titre de l'article dans l'introduction, une seule fois.
- L'italique est rarement utilisé : mots en langue étrangère, titres d'œuvres, noms de bateaux, etc.
- Les citations ne sont pas en italique mais en corps de texte normal. Elles sont entourées par des guillemets français : « et ».
- Les listes à puces sont à éviter, des paragraphes rédigés étant largement préférés. Les tableaux sont à réserver à la présentation de données structurées (résultats, etc.).
- Les appels de note de bas de page (petits chiffres en exposant, introduits par l'outil «  Source ») sont à placer entre la fin de phrase et le point final[comme ça].
- Les liens internes (vers d'autres articles de Wikipédia) sont à choisir avec parcimonie. Créez des liens vers des articles approfondissant le sujet. Les termes génériques sans rapport avec le sujet sont à éviter, ainsi que les répétitions de liens vers un même terme.
- Les liens externes sont à placer uniquement dans une section « Liens externes », à la fin de l'article. Ces liens sont à choisir avec parcimonie suivant les règles définies. Si un lien sert de source à l'article, son insertion dans le texte est à faire par les notes de bas de page.
- La présentation des références doit suivre les conventions bibliographiques. Il est recommandé d'utiliser les modèles {{Ouvrage}}, {{Chapitre}}, {{Article}}, {{Lien web}} et/ou {{Bibliographie}}. Le mode d'édition visuel peut mettre en forme automatiquement les références.
- Insérer une infobox (cadre d'informations à droite) n'est pas obligatoire pour parachever la mise en page.

Pour une aide détaillée, merci de consulter Aide:Wikification.
Si vous pensez que ces points ont été résolus, vous pouvez retirer ce bandeau et améliorer la mise en forme d'un autre article.
Martha Holliday (née Harriette Olson le 3 août 1922 et morte le 22 novembre 1970) était une actrice et danseuse américaine. Elle était une danseuse étoile de la compagnie de ballet Pro-Arte à La Havane, Cuba, et a joué le rôle principal en tant que protagoniste féminine dans le film Ah, quel scandale ! (George White's Scandals) de Felix E. Feist (1945). Elle est également apparue comme pin-up dans le Yank, the Army Weekly.

## Début de la vie
Martha Holliday est née en 1922 à Fort Smith dans l'Arkansas mais a déménagé à Oklahoma City lorsqu'elle était enfant. Elle est devenue danseuse de ballet professionnelle au lycée. Le jour même où elle obtient son diplôme d'études secondaires, elle obtient un contrat de danseuse étoile avec la compagnie de ballet Pro-Arte. Après un bref séjour à Cuba, elle s'installe à Hollywood, en Californie. Elle a obtenu un emploi à 18 ans chez Warner Brothers Studios, dans l'espoir de jouer, mais finalement, elle a été nommée professeur de danse. Pendant trois ans, elle a enseigné des routines de danse aux stars de Warner Bros. 

## Carrière d'actrice
En 1942, Martha Holliday chorégraphie les danses de Jimmy Cagney dans le film musical Yankee Doodle Dandy . Elle a également servi de doublure aux stars féminines du film pour les danses complexes. Ses premières apparitions au cinéma se limitaient à danser sous son nom de naissance.
En 1944, Martha Holliday signe un contrat avec RKO Pictures. C'est cette compagnie qui lui fit changer son nom. Dans l'espoir de s'établir comme actrice, elle a étudié le théâtre avec Lillian Albertson. Au lieu de cela, elle a de nouveau été chargée d'enseigner des dances. Finalement, elle obtint le rôle principal féminin dans la comédie musicale Les scandales de George White (1945). Le producteur George White prédisait à l'époque que Martha Holliday deviendrait célèbre, et l'écrivain Des Moines Register a noté "En vérité, les pantoufles de Cendrillon sont maintenant sur les pieds de Martha Holliday!"  Après la sortie du film, un critique a écrit : « Bien que Martha Holliday ait des orteils agiles et un joli visage, son accent anglais est assez inhabituel. »  Cela s'est avéré être son seul rôle principal.
Martha Holliday est apparue comme pin-up dans le Yank en décembre 1945. Alors que le sénateur américain Joseph O'Mahoney lisait un passage de la publication au Sénat,  l'image de la page inverse (la photographie pin-up de Holliday) a été montrée aux membres du Sénat et passée de main en main. main. Le chroniqueur Harold Heffernan a écrit : « La pose langoureusement gracieuse et paresseuse de Martha Holliday au bord d'une piscine a créé une quasi-panique au Sénat des États-Unis. » 
Martha Holliday a également eu des rôles plus petits et non crédités comme dans The Enchanted Cottage (1945), en tant que fille au contrôle du chapeau dans The Flame (1947), en tant que Trudy Marsh dans I, Jane Doe (1948) et en tant que Pearl dans Lulu Belle (1948).

## Mort
Martha Holliday a pris sa retraite d'actrice en 1948. Elle est décédée en 1970 à l'âge de 48 ans à Los Angeles. Elle a été enterrée au Glen Haven Memorial Park à Sylmar à Los Angeles.

## Filmographie
| Année | Film                                                            | Rôle                          | Remarques      |
| ----- | --------------------------------------------------------------- | ----------------------------- | -------------- |
| 1943  | Remerciez votre bonne étoile                                    | Danseuse                      | (non-créditée) |
| 1945  | Le Cottage enchanté                                             | Petit rôle                    | (non-créditée) |
| 1945  | Ah, quel scandale ! (George White's Scandals) de Felix E. Feist | Jill Martin                   |                |
| 1947  | L'Homme que j'ai choisi                                         | Fille à chapeau avec carreaux | (non-créditée) |
| 1948  | Moi, Jane Doe                                                   | Trudy Marsh                   | (non-créditée) |
| 1948  | Lulu Belle                                                      | Pearl                         | (non-crédité)  |